# Квантовый предел измерения
Квантовая механика описывает фундаментальные законы природы на уровне мельчайших частиц и их взаимодействий. Одним из ключевых аспектов квантовой теории является понятие неопределенности, которое было впервые сформулировано Вернером Гейзенбергом в виде принципа неопределенности. Этот принцип устанавливает пределы точности одновременного измерения некоторых пар физических величин, таких как положение и импульс частицы.
В данной статье мы рассмотрим концепцию квантового предела измерения, его математическое обоснование и влияние на современные физические эксперименты и технологии.
Принцип неопределенности Гейзенберга
Принцип неопределенности Гейзенберга утверждает, что невозможно одновременно точно измерить некоторые пары сопряженных переменных (например, координату
x
x и импульс
p
x
p
x). Математически это выражается следующим образом:
Δ
x
⋅
Δ
p
x⩾ℏ2Δx⋅Δp x⩾ 2ℏ где ΔxΔx – неопределенность положения, ΔpxΔpx– неопределенность импульса, а ℏℏ – приведенная постоянная Планка (ℏ=h/2πℏ=h/2π, где hh – постоянная Планка).
Этот принцип показывает, что чем точнее мы пытаемся измерить одну величину, тем менее точной становится другая. Например, если мы уменьшаем неопределенность положения до нуля (
Δ
x
=
0
Δx=0), то неопределенность импульса стремится к бесконечности (
Δ
p
x
→
∞
Δp 
x
→∞).
Квантовые состояния и операторы
Для более глубокого понимания квантовых ограничений необходимо рассмотреть квантовую теорию состояний и операторов. В квантовой механике состояние системы описывается волновой функцией
ψ(x)ψ(x), которая удовлетворяет уравнению Шрёдингера: iℏ∂ψ∂t=−ℏ22
m
∂
2
ψ
∂
x
2
+
V
(
x
)
ψ
iℏ
∂t
∂ψ
=− 
2m
ℏ 
2
∂x 
2
∂ 
2
ψ
+V(x)ψ
где
V
(
x
)
V(x) – потенциальная энергия,
m
m – масса частицы, а
t
t – время.
Физические величины, такие как координата и импульс, представляются операторами. Оператор координаты
X
X действует на волновую функцию следующим образом:
X
ψ
(
x
)
=
x
ψ
(
x
)
Xψ(x)=xψ(x)
Оператор импульса
P
P определяется через производную по координате:
P
ψ
(
x
)
=
−
i
ℏ
d
ψ
d
x
Pψ(x)=−iℏ
dx
dψ

Неопределенность физической величины определяется как среднеквадратичное отклонение от среднего значения:
(
Δ
A
)
2
=
⟨
(
A
^
−
⟨
A
^
⟩
)
2
⟩
(ΔA) 
2
=⟨(
A
^
−⟨ 
A
^
⟩) 
2
⟩
где
A
^
A
^ – оператор соответствующей величины, а 
⟨
⋅
⟩
⟨⋅⟩ обозначает среднее значение.
Коммутаторы и квантовое ограничение
Коммутатор двух операторов
A
^
A
^
и
B
^
B
^
определяется как:
[
A
^
,
B
^
]
=
A
^
B
^
−
B
^
A
^
[
A
^
, 
B
^
]= 
A
^
B
^
− 
B
^
A
^
Если коммутатор равен нулю ([A^,B^]=0[ A^, B]=0), то эти две величины могут быть измерены одновременно с произвольной точностью. Однако, если коммутатор не равен нулю, то существует ограничение на точность одновременного измерения этих величин.
Для координат и импульсов коммутатор имеет вид:
[
X
,
P
]
=
i
ℏ
[X,P]=iℏ
Это приводит к принципу неопределенности Гейзенберга.

## Применение и ограничения
Квантовый предел измерения играет важную роль во многих областях физики и технологий. Например, он ограничивает точность измерений в квантовом компьютере, где необходимо контролировать состояние кубитов. Также этот принцип важен при разработке чувствительных датчиков и приборов, таких как интерферометры гравитационных волн.
Кроме того, квантовый предел измерения может быть использован для создания новых методов защиты информации, основанных на принципе квантовой криптографии. В этом случае использование квантово-механических свойств света позволяет обеспечить безопасность передачи данных.
Заключение
Квантовый предел измерения представляет собой фундаментальное свойство природы, вытекающее из принципов квантовой механики. Он накладывает строгие ограничения на точность одновременных измерений определенных пар физических величин. Понимание этого явления важно для развития современных технологий и исследований в области квантовой физики.